# Germe di funzione
In matematica, un germe di funzione (continua, differenziabile o analitica) è una classe di equivalenza di funzioni (continue. differenziabili o analitiche) da uno spazio topologico a un altro (spesso dalla retta reale a se stessa), raggruppate insieme sulla base della loro uguaglianza sull'intorno di un punto fissato sul loro dominio di definizione. Allo stesso modo, un germe di insiemi è una classe di equivalenza di sottoinsiemi di un dato spazio topologico, raggruppati insieme sulla base della loro uguaglianza sull'intorno di un punto fissato appartenente alla loro intersezione.

## Definizione formale
Due funzioni {\displaystyle f} e {\displaystyle g} tra lo stesso spazio topologico {\displaystyle X}  e un insieme {\displaystyle Y} si dicono equivalenti vicino a un punto {\displaystyle x} nel loro dominio, se esiste un intorno aperto {\displaystyle U} di {\displaystyle x} in {\displaystyle X} su cui coincidono, cioè
{\displaystyle f(x')=g(x')\quad \forall x'\in U\iff f|_{U}=g|_{U}\iff f\sim _{x}g.}
Questa è una relazione di equivalenza sullo spazio {\displaystyle Y^{X}={\mbox{Hom}}(X,Y)} delle mappe tra {\displaystyle X} e {\displaystyle Y}. Per la dimostrazione, è sufficiente notare che l'uguaglianza è usata nella sua definizione: allora la riflessività e la simmetria sono conseguenze immediate. Per la transitività, date le funzioni {\displaystyle f,g,h} tali che {\displaystyle f=g} su {\displaystyle U} e {\displaystyle g=h} su {\displaystyle V}, allora {\displaystyle f=g=h} su {\displaystyle U} ∩ {\displaystyle V}.
Le singole classi di equivalenza si dicono germi di funzioni nel punto {\displaystyle x} e saranno della forma
{\displaystyle [f]_{x}=\left\{g\in Y^{X}\mid f\sim _{x}g\right\}.}
Lo spazio dei germi di funzioni si dice una fibra di funzioni in {\displaystyle x}.